# 小腓特烈斯山
46°57′25″N 12°49′52″E / 46.956930°N 12.830975°E
小腓特烈斯山（德語：Kleiner Friedrichskopf），是奧地利的山峰，位於該國南部，由克恩頓州負責管轄，屬於舍貝爾山脈的一部分，海拔高度3,059米，人類首次在1923年8月10日首次登頂。